# 隆世储
隆世储（1876年7月25日—1918年1月17日），谱名志储，字汉材，号竹卿，又号竹坡居士、隆隆中，行七，自号山水楼主，男，湖南宁乡人，清朝、中华民国军政人物。

## 生平
隆世储生于清朝光绪二年丙子六月初五（1876年7月25日）午时。早年为江南陆军毕业生，历充广东防陆各营管带，肇罗巡防各营统领，知府，直隶州刺史。
中华民国成立后，隆世储转任副都督右将军，惠州绥靖处督办，后历任钦廉镇守使，两广护国军师长，北伐总司令转都护使，广东南韶廉镇守使，高雷阳镇守使。隆世储获陆军上将衔中将，还曾获二等文虎章，三等嘉禾章。
民国六年丁巳十二月初五日（1918年1月17日）未时，隆世储逝世，享年42岁。

## 著作
- 《附刻古香山庄虚谷子诗集》[1]